# Compartimento anterior do braço
O compartimento anterior do braço é conhecido como compartimento flexor, já que a flexão é a sua principal ação.
Os músculos contidos nele são o bíceps braquial, braquial e coracobraquial. 
Todos eles são inervados pelo nervo musculocutâneo.